# Brito Sport Clube
O Brito Sport Clube é um clube português, localizado na freguesia de Brito, concelho de Guimarães, fundado no ano de 1956. A equipa de futebol disputa os seus jogos em casa no Parque de Jogos do Brito SC e atualmente participa no Campeonato de Portugal (liga).
Clube de cores alvinegras, com os seus equipamentos principais, serem de camisola predominantemente branca e calção igualmente branco. Também os seus equipamentos alternativos, na grande maioria, serem de cor preta e calção igualmente preto.
De realçar também que, é um clube com uma vasta formação, desde os mais pequenos, os Petizes (4 aos 6 anos), até aos mais graúdos, os Juniores (17 aos 19 anos). São 17 equipas, 13 delas Masculinas e 4 Femininas, contando com mais de 300 atletas no clube.

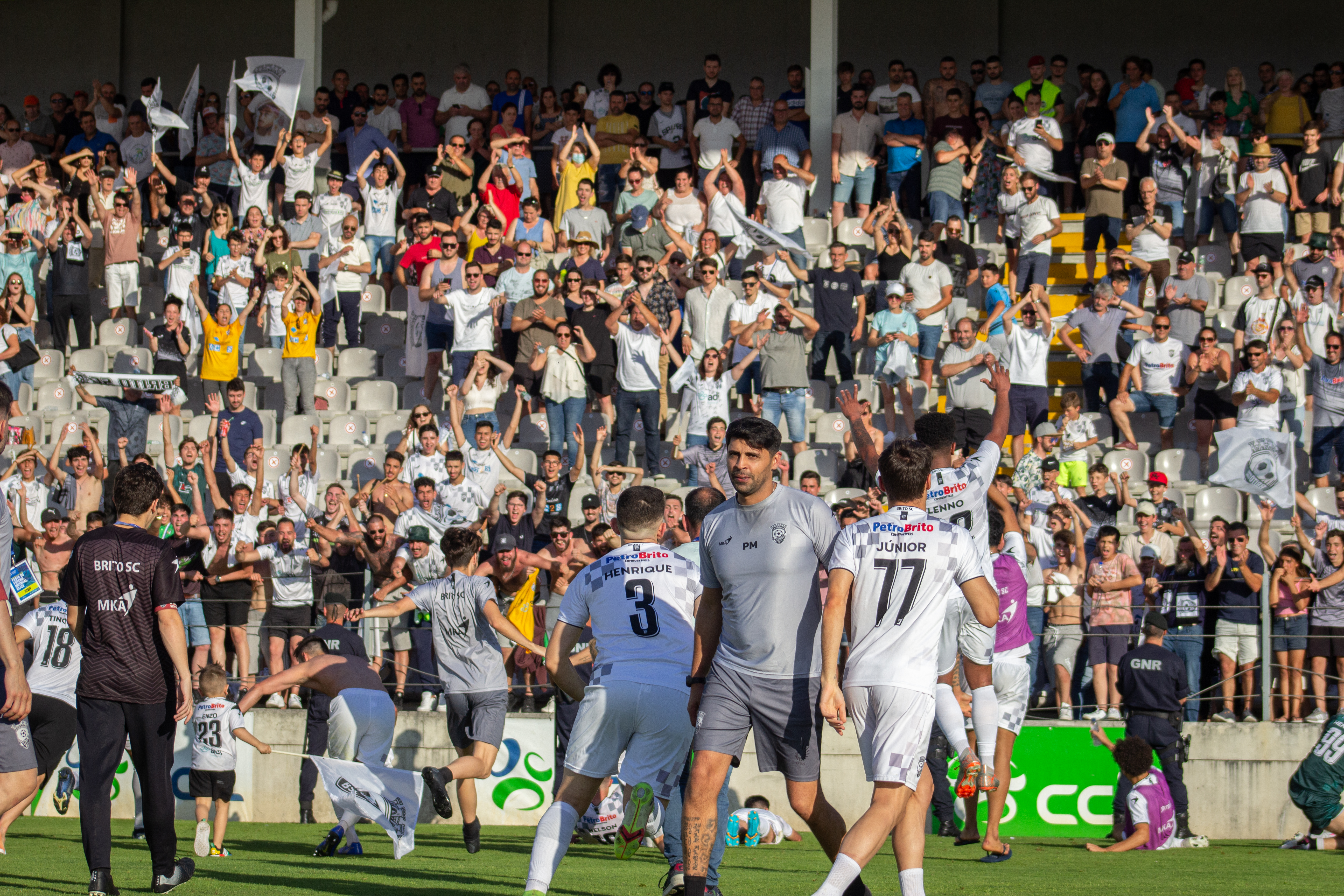
Conquista da Taça AF Braga 2021/22

## História
O Brito Sport Clube, é uma coletividade que nasceu nos anos 50. Um punhado de homens resolutos teve a noção clara, que a população de Brito tinha de possuir instalações para que as suas gentes, tivessem acesso ao desporto e à cultura.  
O primeiro campo de futebol foi construído no lugar do alto, com esforço de muita gente que queria contribuir para o nascimento do clube. Também já na época o clube tinha uma sede social, onde se realizavam várias atividades culturais, entre as quais, o teatro. 
O clube, mais precisamente, fundado em 1956, filiado à Associação de Futebol de Braga, com várias passagens nas várias divisões da respetiva Associação e também com várias conquistas nas diferentes divisões. Em 2005 virou-se mais uma página no historial do Brito Sport Clube, com a subida à 3ª Divisão Nacional, enchendo de orgulho o humilde povo Britense. No entanto, voltaria a descer 3 épocas depois para a Distrital de Braga. 
As mais recentes conquistas foram, Campeão da Série B da divisão Pro-Nacional (2021/22), com um total de 64 pontos, 8 pontos de vantagem sobre o 2º Classificado e a conquista da Taça A.F. Braga (2021/22), disputado no Estádio Comendador Joaquim de Almeida Freitas, vencendo por 3-2. 
No ano de 2019, escreveu mais uma história no "livro" do clube, ao criar a primeira Equipa de Futebol 11 Feminino Sénior, Sub-13 e Sub-15. A primeira estreando-se na 2ª Divisão Nacional e ter feito uma excelente época, também se estreando na Prova Rainha, Taça de Portugal Feminino. 

Ruizinho, Diogo Bebé, Polo Vieira e Park-Jin-Moo foram algumas das mais-valias do plantel do Brito S.C. na época de 2022/23 no Campeonato de Portugal.  

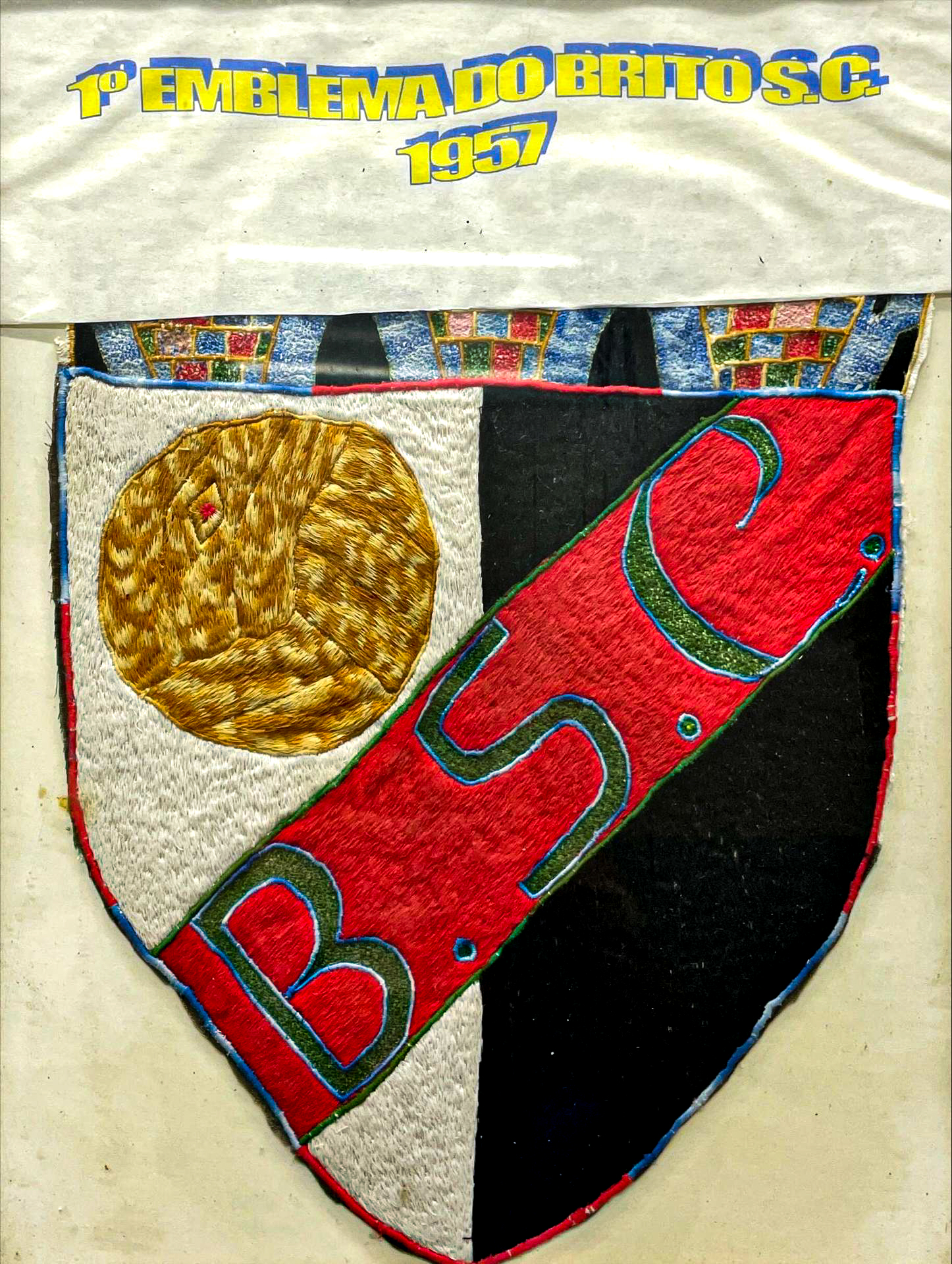
O primeiro símbolo criado do Brito SC.

## Torneio Britinho Cup
Clube que tem vindo a organizar anualmente, o Torneio "Britinho Cup" apadrinhado pelo atual Treinador do F.C. Paços de Ferreira e que teve passagem como atleta no Brito SC. Torneio realizado para os escalões de Petizes, Traquinas e Benjamins, exceção dos anos pandémicos, e que a cada ano crescem os números de equipas e atletas a participar no mesmo. Este ano realizou-se a 18ª Edição do Torneio onde contou com 88 equipas de 30 Clubes, cerca de 1300 atletas e mais de oito mil visitantes, sendo assim, o maior torneio a nível do Concelho de Guimarães e um dos maiores torneios a nível Distrital.

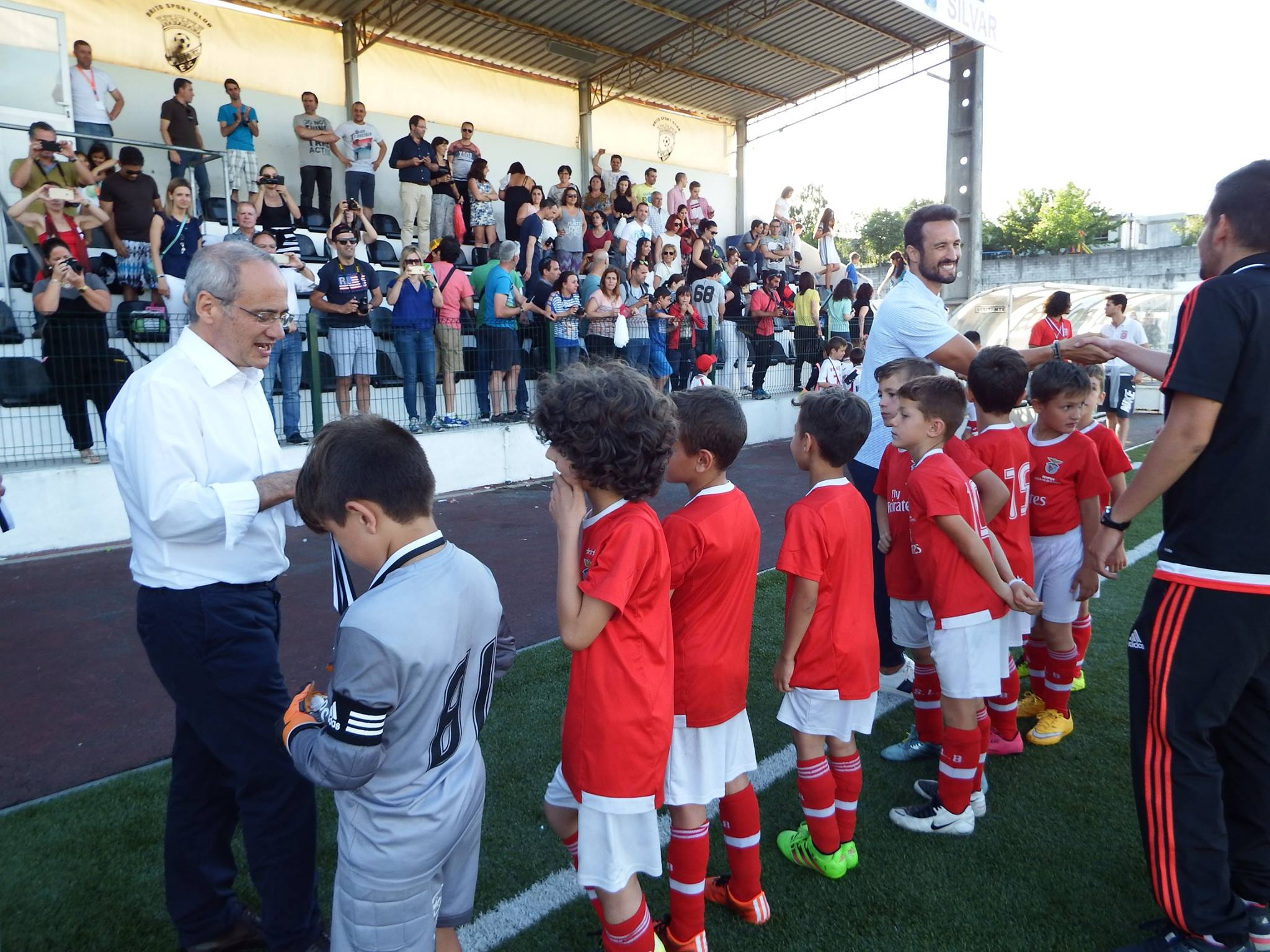
Entrega de Prémios, Britinho Cup.

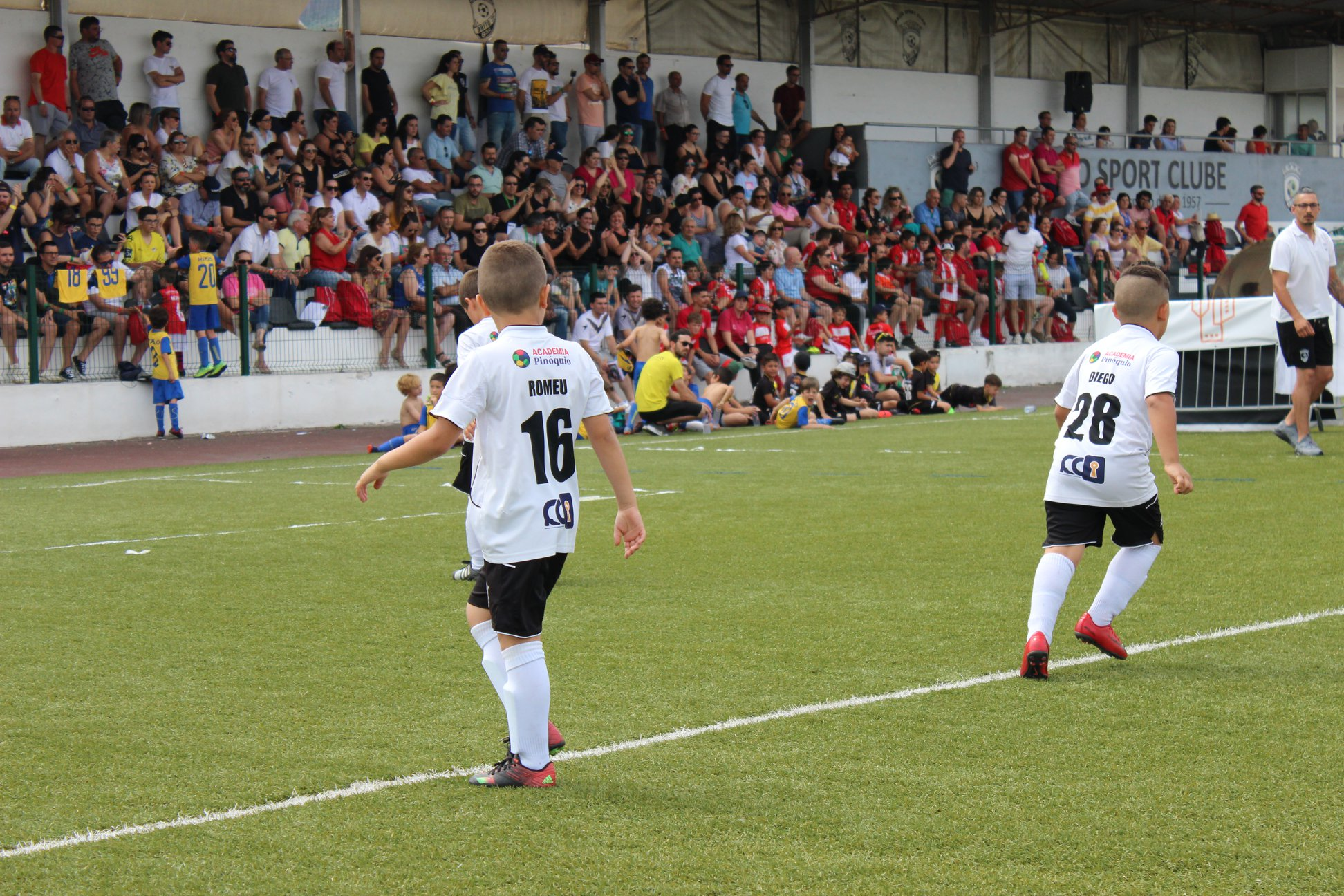
Britinho Cup 2019

## Gala Britinho D'Or
Este evento anualmente organizado, tem como objetivo homenagear os atletas, dirigentes e outras entidades com importância fundamental no desenvolvimento do clube.

Após um interregno de dois anos, provocado pela pandemia de Covid-19, a cerimónia regressou no ano de 2022, sendo esta, a 6ª edição deste grande evento.

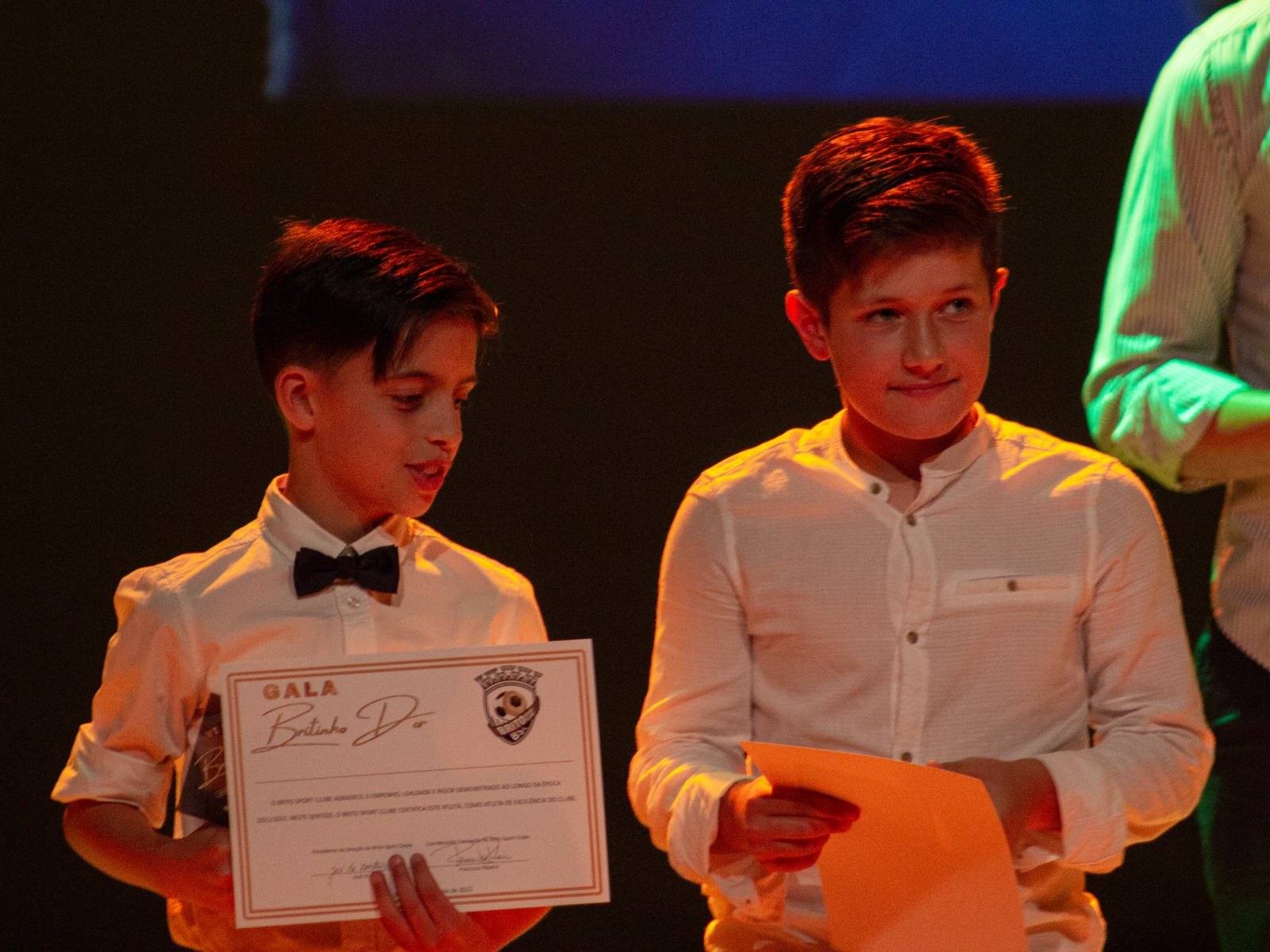
Gala Britinho D'Or 2022

## Histórico

### Palmarés (Séniores)
- Campeão da 1ª Divisão A.F. Braga: 2003/04, 2011/12
- Campeão da 2ª Divisão A.F. Braga: 1993/94
- Campeão da 3ª Divisão A.F. Braga: 1995/96
- Campeão da Taça A.F. Braga: 1996/97.

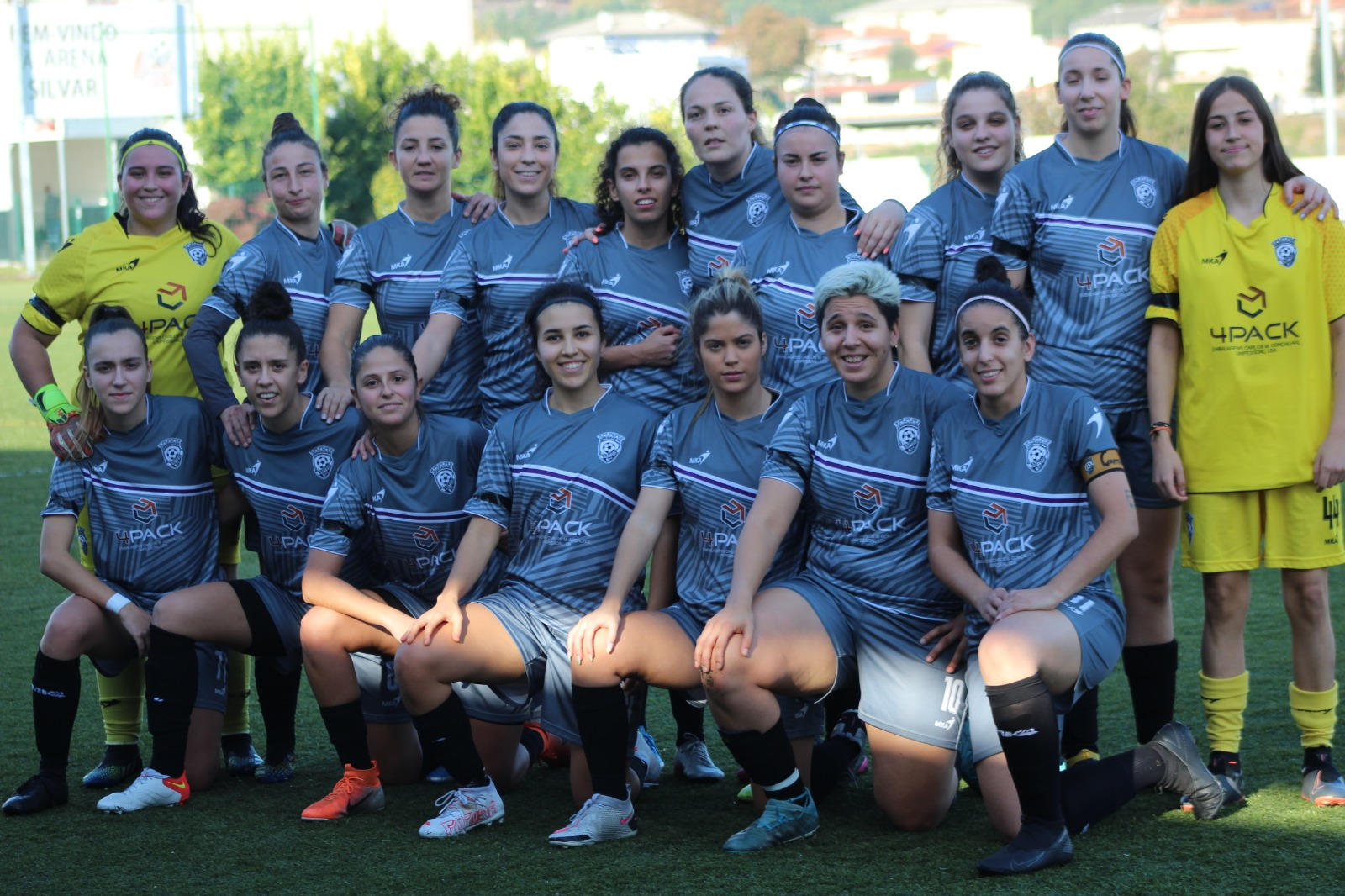
Plantel Feminino Brito SC 2021/22

- Finalista vencido da Taça A.F. Braga | 2000/01.
- Permanência na Divisão de Honra desde 1996 até 2003.
- Campeão de série B da Divisão de Honra A.F. Braga: 2004/05 (Subida a 3ª divisão nacional).
- Subida ao Campeonato de Portugal | 2020.
- Campeão da Pró-Nacional | 2021/22 (Subida ao Campeonato de Portugal 2022).
- Campeão da Taça A.F. Braga | 2021/22.

### Classificações
| Competição | Lugar | Pts | J  | V  | E  | D  |
| 2005/2006  | 6º    | 57  | 34 | 16 | 9  | 9  |
| 2006/2007  | 7º    | 44  | 30 | 12 | 8  | 10 |
| 2007/2008  | 13º   | 16  | 26 | 3  | 7  | 16 |
| 2008/2009  | -     | -   | -  | -  | -  | -  |
| 2009/2010  | -     | -   | -  | -  | -  | -  |
| 2010/2011  | 5º    | 50  | 30 | 14 | 8  | 8  |
| 2011/2012  | 1º    | 68  | 30 | 21 | 5  | 4  |
| 2012/2013  | 4º    | 56  | 30 | 15 | 11 | 4  |
| 2013/2014  | 9º    | 43  | 34 | 10 | 13 | 11 |
| 2014/2015  | 13º   | 43  | 34 | 12 | 7  | 15 |
| 2015/2016  | 4º    | 63  | 34 | 19 | 6  | 9  |
| 2016/2017  | 5º    | 58  | 34 | 16 | 10 | 8  |
| 2017/2018  | 9º    | 48  | 34 | 12 | 12 | 10 |
| 2018/2019  | 7º    | 50  | 34 | 13 | 11 | 10 |
| 2019/2020  | 2º    | 54  | 26 | 16 | 6  | 4  |
| 2020/2021  | 9º    | 14  | 18 | 3  | 5  | 10 |
| 2021/2022  | 1º    | 64  | 26 | 20 | 4  | 2  |
| ---------- | ----- | --- | -- | -- | -- | -- |

## Instalações

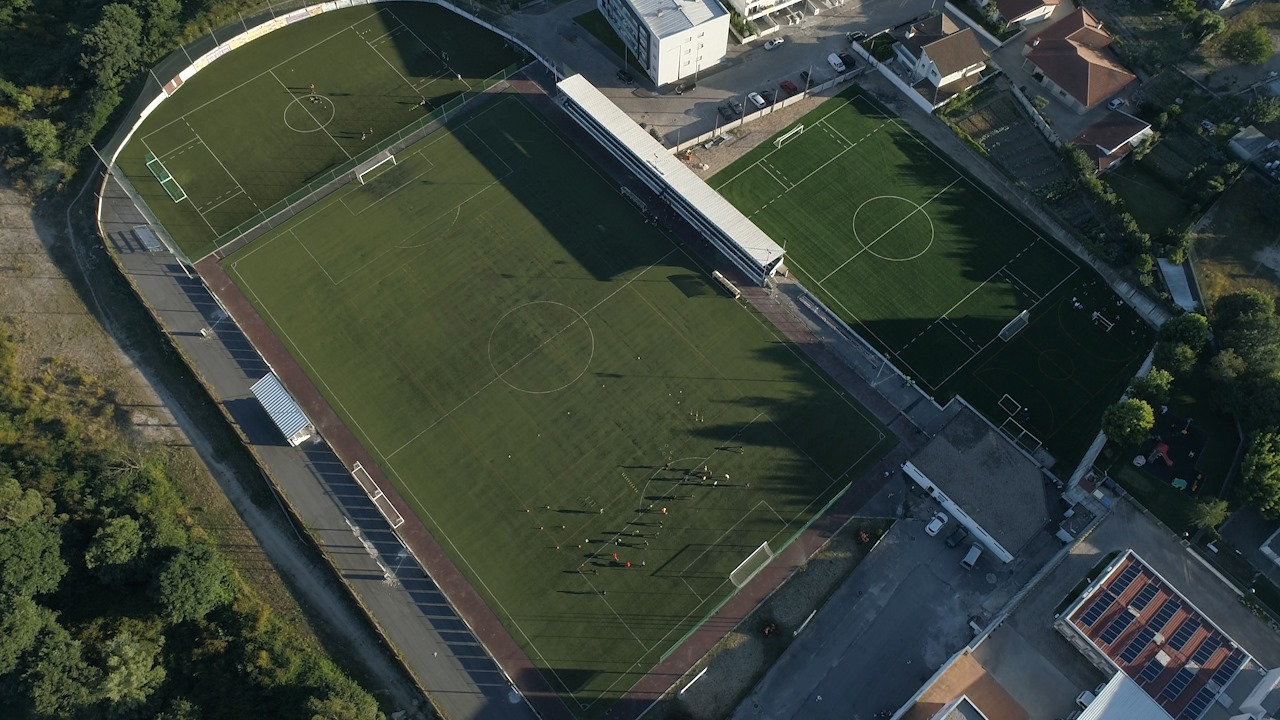
Vista Aérea das Instalações do Brito SC

O Parque de Jogos do Brito SC inaugurado em 1994, possui 4 campos de futebol sintético, um com dimensões de futebol 11, dois com dimensões de futebol 7 e um com dimensões de futebol 5. O primeiro que contém as marcações de futebol 7 e também de futebol 9. O campo principal, alberga duas bancadas cobertas e uma bancada amovível com visão para o campo de futebol 7.
Para além dos campos, também dispõem de 8 balneários para os atletas, treinadores e árbitros. Uma área médica, um gabinete técnico, uma secretaria, uma lavandaria/rouparia uma sede social e ainda, uma loja do clube.

Em 2015 o Brito SC inaugurada a sua renovada bancada com capacidade para cerca de 500 espectadores.